# アルバニア民族軍
アルバニア民族軍（アルバニアみんぞくぐん、アルバニア語:Armata Kombëtare Shqiptare, AKSh）は、アルバニア人によって構成されるテロリズム組織であり、コソボおよびマケドニア共和国を活動範囲とし、公的には1999年に解体されたとされるコソボ解放軍などと深いつながりを持っているものと見られる。この組織は、マケドニア共和国政府と反乱組織民族解放軍との戦いを終結させたオフリド合意に反対している。

## 歴史
アルバニア民族軍はマケドニア共和国にて2001年に結成され、2003年に国際連合コソボ暫定行政ミッション（UNMIK）によってテロ組織と認定された。組織はアルバニア民族統一戦線（FBKSh）と関連を持っている。
アルバニア民族軍は2003年にコソボにも進出し、3月7日には爆弾を爆発させようとしていた2人の構成員がセルビア警察に射殺されている。2007年、コソボのテレビ局に、中武装で覆面の人物らの一団が自動車の進行を阻む様子を写した映像が放映された。2007年10月、コソボ防護隊がコソボ北部のセルビア人地帯を掌握しないならば、アルバニア民族軍がこれらを11月1日までに制圧すると宣言した。
2007年11月、「コソボ解放軍政治顧問部」を名乗る組織がマケドニア共和国の北西部で同国警察による山嵐作戦で摘発された。マケドニア共和国政府によると、コソボ解放軍の6人の成員が死亡した。
2007年11月13日、20人の新しい成員を確保し、コソボ北部の秘密の領域をパトロールする、アルバニア民族軍の指導者に対する単独インタビューが放映された。この指導者は、アルバニア民族軍は全部で1万2千人の成員を擁しているとし、コソボの住民に対して2007年コソボ総選挙をボイコットするよう呼びかけた。
アルバニア民族軍は、ツァル・ラザル防護隊（Tsar Lazar Guard）による襲撃を阻止するためにパトロールを行っているとしている。